# Fresh Beat Band of Spies
Fresh Beat Band of Spies (Fresh Beat Band: Los espías en España) es una serie animada canadiense-estadounidense creado por Nadine van der Velde y Scott Kraft. Es una serie derivada de The Fresh Beat Band. La serie fue estrenada el 15 de junio de 2015 en Nickelodeon y el 29 de junio en Nick Jr..

## Sinopsis
The Fresh Beat Band es un grupo de espías que resolver misterios en su ciudad utilizando sus talentos individuales y aparatos complicados.

## Elenco
- Jon Beavers como Twist.
- Yvette Gonzalez-Nacer como Kiki.
- Thomas Hobson como Shout.
- Tara Perry como Marina.
- Keith Silverstein como Comisionado Goldsrar.
- Tom Kenny como Bo Monkey, Reed, y Champ Von Winnerchamp.

## Episodios
| Temporada | Temporada | Episodios | Estados Unidos      | Estados Unidos      |
| Temporada | Temporada | Episodios | Comienzo            | Final               |
| --------- | --------- | --------- | ------------------- | ------------------- |
|           | 1         | 20        | 15 de junio de 2015 | 22 de enero de 2016 |

| Serie # | Temp. # | Título               | Guionista(s)                     | Estreno original         | Código         | Audiencia      |
| ------- | ------- | -------------------- | -------------------------------- | ------------------------ | -------------- | -------------- |
| 1       | 1       | «The Wow Factor»     | Michael Ryan                     | 15 de junio de 2015      | 101            | 0.68           |
| 2       | 2       | «Trophy Trouble»     | Evan Gore y Heather Lombard      | 17 de junio de 2015      | 104            | Por anunciarse |
| 3       | 3       | «Mummy Mayhem»       | Hadley Klein                     | 19 de junio de 2015      | 102            | 0.61           |
| 4       | 4       | «Rocket Ship Alien»  | Evan Gore y Heather Lombard      | 20 de junio de 2015      | 103            | 0.48           |
| 5       | 5       | «Fruit Racer Game»   | Hadley Klein                     | 22 de junio de 2015      | 105            | 0.63           |
| 6       | 6       | «Singing Pirate»     | Andy Rheingold y Ray DeLaurentis | 24 de junio de 2015      | 106            | 0.48           |
| 7       | 7       | «Werewolf Hairwolf»  | Hadley Klein                     | 26 de junio de 2015      | 107            | Por anunciarse |
| 8       | 8       | «Masked Wrestler»    | Evan Gore y Heather Lombard      | 27 de junio de 2015      | 108            | 0.65           |
| 9       | 9       | «Cute Crook»         | Kevin Sullivan                   | 29 de junio de 2015      | 109            | 0.58           |
| 10      | 10      | «Wild Outlaw»        | Hadley Klein                     | 1 de julio de 2015       | 112            | 0.56           |
| 11      | 11      | «Bo's Birthday Bash» | David Lewman                     | 3 de julio de 2015       | 111            | 0.39           |
| 12      | 12      | «Fake Fresh Beats»   | Evan Gore y Heather Lombard      | 27 de julio de 2015      | Por anunciarse | 0.63           |
| 13      | 13      | «Dance Bots»         | Por anunciarse                   | 29 de julio de 2015      | Por anunciarse | Por anunciarse |
| 14      | 14      | «Band of Pirates»    | Por anunciarse                   | 31 de julio de 2015      | Por anunciarse | 0.40           |
| 15      | 15      | «Frozen Fresh Beats» | Por anunciarse                   | 21 de septiembre de 2015 | Por anunciarse | 0.54           |
| 16      | 16      | «Bunnies Go Bananas» | Por anunciarse                   | 23 de septiembre de 2015 | Por anunciarse | Por anunciarse |
| 17      | 17      | «Ghost of Rock»      | Por anunciarse                   | 19 de octubre de 2015    | Por anunciarse | Por anunciarse |